# Mulher fatal

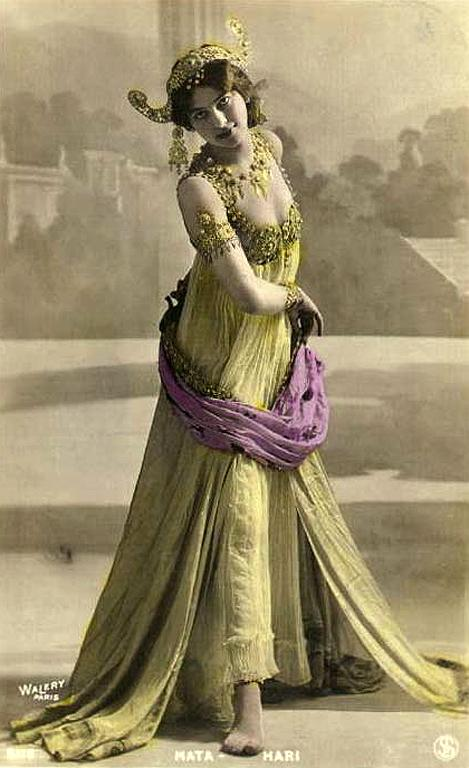
Mata Hari, dançarina exótica e cortesã condenada e executada por espionagem, que tornou-se sinônimo de femme fatale durante a Primeira Guerra Mundial.

Uma mulher fatal (ou femme fatale, palavra original em francês) é um arquétipo feminino ou personagem modelo de uma mulher sedutora que atrai homens para situações perigosas ou comprometedoras. A mulher fatal, através duma aura de encanto e mistério, seduz e engana o herói e outros homens para obter algo que eles não dariam livremente. Sua antítese é a mulher ingênua.
A femme fatale é um arquétipo que aparece ao longo da história na mitologia, na arte e na literatura e se tornou uma personagem principal nos romances policiais e nos clássicos do cinema noir do século XX. A mulher fatal  foi considerada ora como uma mera figura sexista da fantasia masculina, ora como uma personagem subversiva que transgride as oportunidades sociais limitadas das mulheres. Sua inteligência é tão essencial quanto sua beleza, e é sua astúcia e ambição que muitas vezes impulsionam as tramas.

## Conceito
O arquétipo da femme fatale remonta a culturas antigas. A mitologia grega é repleta de figuras femininas que atraem os homens para a ruína ou a morte. A feiticeira Circe atrai os homens de Odisseu para sua morada e os transforma em porcos; as sereias levam os marinheiros à destruição por meio da doçura de suas canções; e Clitemnestra atrai seu marido, Agamenon, para uma falsa sensação de segurança após seu retorno da Guerra de Troia e o assassina. Na Bíblia, a falta de confiabilidade das mulheres foi prefigurada por Eva, que levou Adão a comer o fruto proibido no Jardim do Éden, condenando assim a humanidade à morte e ao pecado original. Em muitas sociedades antigas, as lendas atribuem a queda de grandes governantes à influência malévola de uma amante.
Apesar de serem tipicamente vilãs, as femmes fatales também podem ser anti-heroínas em determinadas histórias, e às vezes até se arrependem e acabam por se tornarem heroínas. Hoje, o arquétipo é geralmente visto como uma personagem que constantemente atravessa a linha entre o bem e o mal, agindo inescrupulosamente a despeito de normas sociais e de quaisquer compromissos abertos que tenha com o herói.  Na vida social, a mulher fatal tortura seu parceiro numa relação assimétrica, negando a confirmação de seu afeto até o ponto em que o homem se torna obcecado, viciado e exausto; e, dessa forma, incapaz de tomar decisões racionais ou gerenciar sua própria vida pessoal. A femme fatale também pode usar o seu charme para escapar à justiça.

## História
A femme fatale existiu, de uma forma ou de outra, desde o início dos tempos no folclore e na mitologia de quase todas as culturas. Alguns dos exemplos mais primitivos incluem a deusa suméria Ishtar e a personagem bíblica Dalila. Durante o final do século XIX e começo do século XX, o tema da femme fatale se tornou onipresente na cultura ocidental e pode ser encontrado nas obras de Oscar Wilde, Edvard Munch e Gustav Klimt. Isto pode ter sido uma reação aos movimentos feministas da época, que advogavam uma mudança do papel social da mulher, como as sufragistas. Com a introdução do film noir nos anos 1940, a femme fatale floresceu na cultura de massa. Exemplos incluem os thrillers de espionagem, e certo número de tiras de quadrinhos de aventura, como o The Spirit de Will Eisner ou Terry e os piratas de Milton Caniff, além de Barbarella e Valentina.

A femme fatale é às vezes tratada como uma espécie de vampiro sexual; seus apetites sombrios eram considerados capazes de sugar a virilidade e a independência de seus amantes, deixando-os ocos. Nesta visão, na antiga gíria americana femmes fatales eram chamadas de "vamps", abreviação de "vampira". Um retrato clássico de femme fatale é dado pela personagem Justine no Alexandria Quartet de Lawrence Durrell.

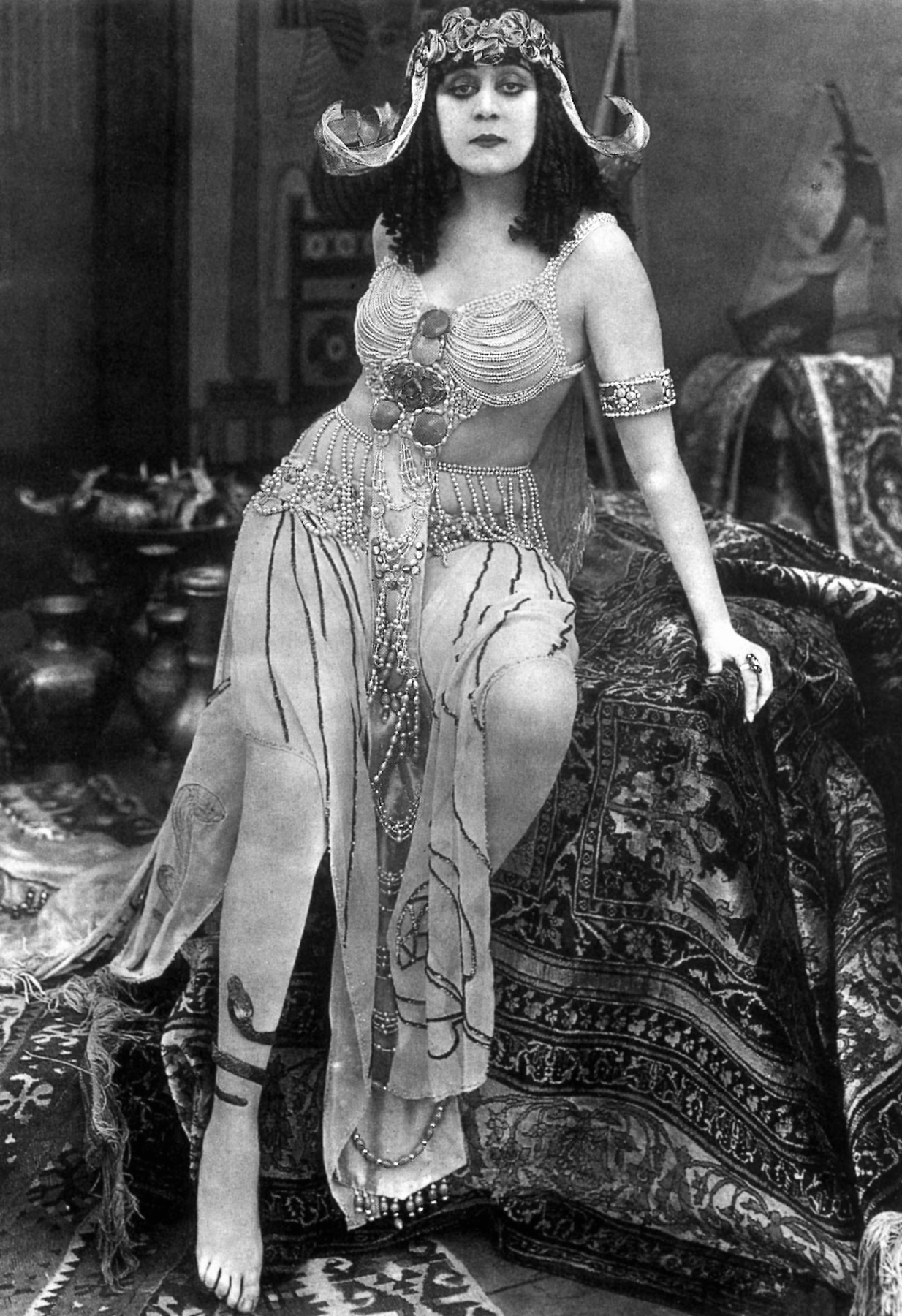
Theda Bara no filme Cleopatra (1917), Theda na maior parte de seus filmes atuava como uma Mulher Fatal, suas personagens sempre sedutoras que usavam muitas vezes trajes transparentes e ousados para a época.

Na ópera, uma femme fatale é geralmente interpretada por uma mezzo-soprano dramática. Mais comumente, no teatro musical, é vivida por uma alto. Às vezes, a femme fetale é inimiga ou adversária do personagem ingênuo da donzela em perigo.
Alguns argumentam que a figura tem um contraponto masculino. Alguns exemplos poderiam ser Don Juan, Heathcliff de Wuthering Heights e vários heróis nos livros de Lord Byron (donde se originou o termo "herói byroniano"), bem como diversos personagens como Billy Budd, o Conde Drácula, Tadzio em Morte em Veneza, Georges Querelle em Querelle de Brest de Jean Genet, o espião James Bond de Ian Fleming e Tom Ripley na série de Patricia Highsmith.
Apesar de geralmente retratada em textos antigos como símbolo de corrupção, mais recentemente a femme fatale é em geral mostrada na ficção como símbolo do livre-arbítrio das mulheres e passionalidade irreprimida.
Mais recentemente, a mulher fatal tem tido uma imagem melhor. Até femmes fatales em textos mais antigos podem ser vistas de formas diferentes, mais simpáticas e leves.
Na mídia moderna, o arquétipo da femme fatale pode ser visto bem frequentemente, na verdade. Exemplos populares deste tipo de personagem são os filmes Nikita e Moulin Rouge!, entre outros, e um certo número de produtos como Video games e revistas em quadrinhos. As personagens Elektra, Emma Frost e Gata Negra (do universo Marvel) e a Mulher-Gato e Hera Venenosa (das aventuras do Batman da DC Comics) são bem conhecidas por possuir esse arquétipo de mulheres sedutoras nos quadrinhos de super-herói. A Ninja (the Kunoichi) é treinada em artes marciais e usa a sexualidade para cometer assassinatos. Na série de TV Desperate Housewives, as principais personagens femininas em geral agem de maneira questionável para conseguir o que querem. 
A expressão deu origem ao nome do sétimo álbum de estúdio de Britney Spears.
A mulher fatal está presente na obra de Arturo Pérez-Reverte.